# Centro Brasileiro Britânico

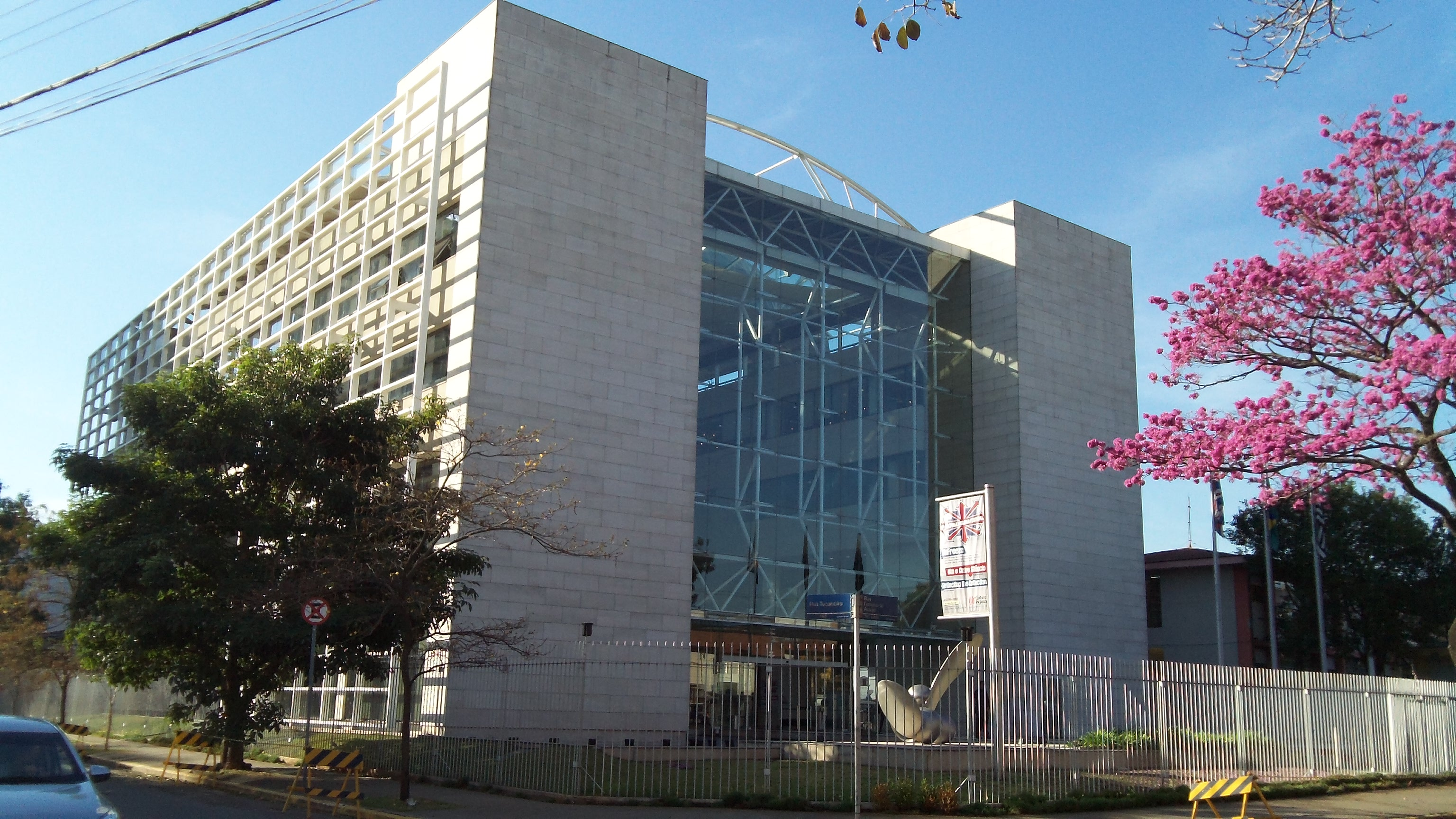
Centro Brasileiro Britânico

O Centro Brasileiro Britânico (CBB), localizado na Rua Ferreira de Araújo, 741 - Pinheiros, na cidade de São Paulo, foi inaugurado em 2000 e idealizado pela Cultura Inglesa com o objetivo de reunir as atividades relacionadas à cultura, educação, lazer e comércio entre Brasil e Reino Unido.
O complexo foi projetado por Botti Rubin e conta com galerias, biblioteca, restaurante e salas de reunião de algumas instituições, entre as quais está o Consulado Geral Britânico e a BBC.